# UCI Women’s ProSeries 2025
UCI Women’s ProSeries 2025 – 6. edycja cyklu wyścigów kolarskich UCI Women’s ProSeries.

## Kalendarz
Opracowano na podstawie:
| UCI Women’s ProSeries 2025 | UCI Women’s ProSeries 2025 | UCI Women’s ProSeries 2025                    | UCI Women’s ProSeries 2025 | UCI Women’s ProSeries 2025        | UCI Women’s ProSeries 2025      | UCI Women’s ProSeries 2025                 | UCI Women’s ProSeries 2025 |
| Data                       | Państwo                    | Wyścig                                        | Kat.                       | Zwyciężczyni                      | Drugie miejsce                  | Trzecie miejsce                            |                            |
| -------------------------- | -------------------------- | --------------------------------------------- | -------------------------- | --------------------------------- | ------------------------------- | ------------------------------------------ | -------------------------- |
| 26 sty                     | Australia                  | Schwalbe Women's One Day Classic              | 1.Pro                      | Clara Copponi (Lidl-Trek)         | Georgia Baker (Liv AlUla Jayco) | Rachele Barbieri (Team Picnic PostNL)      |                            |
| 9 lut                      | Hiszpania                  | Vuelta a la Comunitat Valenciana Feminas      | 1.Pro                      | Linda Zanetti (Uno-X Mobility)    | Jelena Erić (Movistar Team)     | Daria Pikulik (Human Powered Health)       |                            |
| 13 – 16 lutego 2025        | Hiszpania                  | Setmana Ciclista Valenciana                   | 2.Pro                      | Demi Vollering (FDJ-Suez)         | Marlen Reusser (Movistar Team)  | Anna van der Breggen (SD Worx-Protime)     |                            |
| 12 mar                     | Belgia                     | GP Oetingen                                   | 1.Pro                      | Julie de Wilde (Fenix-Deceuninck) | Sofia Bertizzolo (UAE Team ADQ) | Chiara Consonni (Canyon//SRAM zondacrypto) |                            |
| 19 mar                     | Belgia                     | Nokere Koerse Women                           | 1.Pro                      | Marta Lach (SD Worx-Protime)      | Linda Zanetti (Uno-X Mobility)  | Lara Gillespie (UAE Team ADQ)              |                            |
| 2 kwi                      | Belgia                     | Dwars door Vlaanderen - women's race          | 1.Pro                      |                                   |                                 |                                            |                            |
| 18 kwi                     | Belgia                     | Brabantse Pijl Women Elite                    | 1.Pro                      |                                   |                                 |                                            |                            |
| 14 maj                     | Hiszpania                  | Clasica Femenina Navarra                      | 1.Pro                      |                                   |                                 |                                            |                            |
| 25 maj                     | Belgia                     | Antwerp Port Epic Ladies                      | 1.Pro                      |                                   |                                 |                                            |                            |
| 17 – 22 czerwca 2025       | Niemcy                     | Thüringen Ladies Tour                         | 2.Pro                      | odwołany                          |                                 |                                            |                            |
| 14 wrz                     | Francja                    | Grand Prix de Fourmies féminin                | 1.Pro                      |                                   |                                 |                                            |                            |
| 14 wrz                     | Niemcy                     | Women's Cycling Grand Prix Stuttgart & Region | 1.Pro                      |                                   |                                 |                                            |                            |
| 4 paź                      | Włochy                     | Giro dell’Emilia Donne                        | 1.Pro                      |                                   |                                 |                                            |                            |
| 5 paź                      | Hiszpania                  | Gran Premio Ciudad de Eibar                   | 1.Pro                      |                                   |                                 |                                            |                            |
| 7 paź                      | Włochy                     | Tre Valli Varesine Women's Race               | 1.Pro                      |                                   |                                 |                                            |                            |